# 백지연
백지연(白智娟, 1964년 8월 5일~)은 대한민국의 방송인이다.

## 학력
- 서울인왕국민학교(졸업)
- 풍문여자중학교(졸업)
- 명지여자고등학교(졸업)
- 연세대학교 문과대학 심리학과(졸업)
- 연세대학교 대학원 신문방송학과(졸업)

## 경력
- 2025.07~ GS리테일 고객경험(CX) 고문
- 2006.03 중앙선거관리위원회 매니페스토 캐스터
- 2005~2006 연세대학교 겸임교수
- 1999~2000 한양대학교 겸임교수
- 1996 MBC 보도국 국제부 기자
- 1988~1996 MBC 앵커

## 출연작

### 주요 방송 활동
- MBC 뉴스데스크(1988년 5월 9일~1996년 8월 9일)
- MBC 출동24시 MC(1989년)
- MBC 뉴스센터 500(1996년)
- MBC 뉴스 굿모닝코리아(1998년~1999년)
- MBC 토크쇼 백지연의 백야(1999년)
- SBS 뷰티풀 라이프(2000년)
- SBS 창사특집 아이러브 SBS(2000년)
- MBC 생방송 모닝 스페셜(2000년)
- MBC 우리시대(2001년)
- KBS 제1라디오 라디오 정보센터 백지연 입니다(2003년)
- YTN 백지연의 정보 특종(2003년)
- YTN 백지연의 뉴스Q(2004년)
- SBS 라디오 '백지연의 SBS 전망대(2007년)
- XTM 백지연의 끝장토론(2008년)
- 올리브TV 그녀의 아름다운 도전 - 아나운서 편(2008년~2009년)
- TVN 백지연의 피플인사이드(2009년~2013년)
- TVN 백지연의 끝장토론 시즌2(2010년~2013년)
- TVN 라이브 모닝 토크쇼 - 브런치(2011년)
- SBS 월화드라마 풍문으로 들었소 - 지영라 역(2015년)
- MBC ‘심장을 울려라 리부트 - 스페셜 강연자(2024년)

### CF
- 한국화장품 파메스퍼밍프로젝트(1999년)
- 한국지엠 파워노믹스 누비라2(1999년)
- 웅진닷컴 웅진씽크빅(유승호,김창완과 공동출연, 2000년~2002년)
- 옥시레킷밴키저 코리아 옥시크린 O2액션 스프레이 오투엑션 젤(2003년~2005년)
- LG생활건강 페리오토탈케어치약(2005년~2006년)
- 한국메나리니 더마틱스 울트라(2014년)
- 20세기폭스사 사나를찾아줘(2014년)

## 수상 및 후보
| 연도 | 시상식                   | 부문                           | 작품            | 결과 |
| ---- | ------------------------ | ------------------------------ | --------------- | ---- |
| 2015 | 제51회 백상예술대상      | TV부문 여자 신인연기상         | 풍문으로 들었소 | 후보 |
| 2015 | 제4회 에이판 스타 어워즈 | 여자 신인상                    | 풍문으로 들었소 | 후보 |
| 2015 | SBS 연기대상             | 중편드라마부문 여자 특별연기상 | 풍문으로 들었소 | 후보 |

## 저서
- 《MBC 뉴스 백지연입니다.》(1993년)
- 《앵커는 닻을 내리지 않는다》(1998년) ISBN 89-85975-49-8
- 《나는 나를 경영한다.》(2001년) ISBN 89-88964-04-7
- 《자기설득파워(백지연의 성공을 부르는 힘)》(2005년) ISBN 89-5924-108-3
- 《나이스 포스 - 백지연의 세상과 소통하게 만드는 힘》(2007년) ISBN 978-89-255-0736-1
- 《뜨거운 침묵》(2010년) ISBN 978-89-278-0002-6
- 《크리티컬 매스(1퍼센트 남겨두고 멈춘 그대에게)》(2011년) ISBN 978-89-94963-04-4
- 《무엇이 되기 위해 살지 마라(세계은행 총재 김용의 마음 습관)》(2012년) ISBN 9788994963341
- 《백지연 포토에세이 - 나, 너》(2014년) ISBN 9791185430263
- 《물구나무》(데뷔 첫 장편소설)(2015년) ISBN 9788937834905

## 가족
- 배우자
  - 강형구(1995년 결혼, 1999년 이혼)
  - 송경순(2001년 결혼, 2007년 이혼)
- 가족: 강인찬(1996년)